# Mafalda Russula
Mafalda Russula (Engels: Mafalda Hopkirk) is een personage uit de Harry Potterboeken van J.K. Rowling. In de film werd haar personage gespeeld door Sophie Thompson, maar de stem van het briefbericht uit De orde van de Feniks werd verzorgd door Jessica Hynes.
Russula was een medewerkster bij het Ministerie van Toverkunst bij de Taakeenheid Ongepast Spreukgebruik. In het zevende boek werd ze meegenomen door Harry Potter, Ron Wemel en Hermelien Griffel, omdat Hermelien een haar van Russula nodig had om er een wisseldrank mee te brouwen. Dankzij deze drank kon Hermelien (vermomd als Russula) onopgemerkt het Ministerie binnendringen.
In de boeken twee en vijf komt Russula ook voor, maar slechts als de afzender van de officiële brieven die zij naar Harry stuurt vanwege ongeoorloofd toveren.